# Movimento de independência da Índia

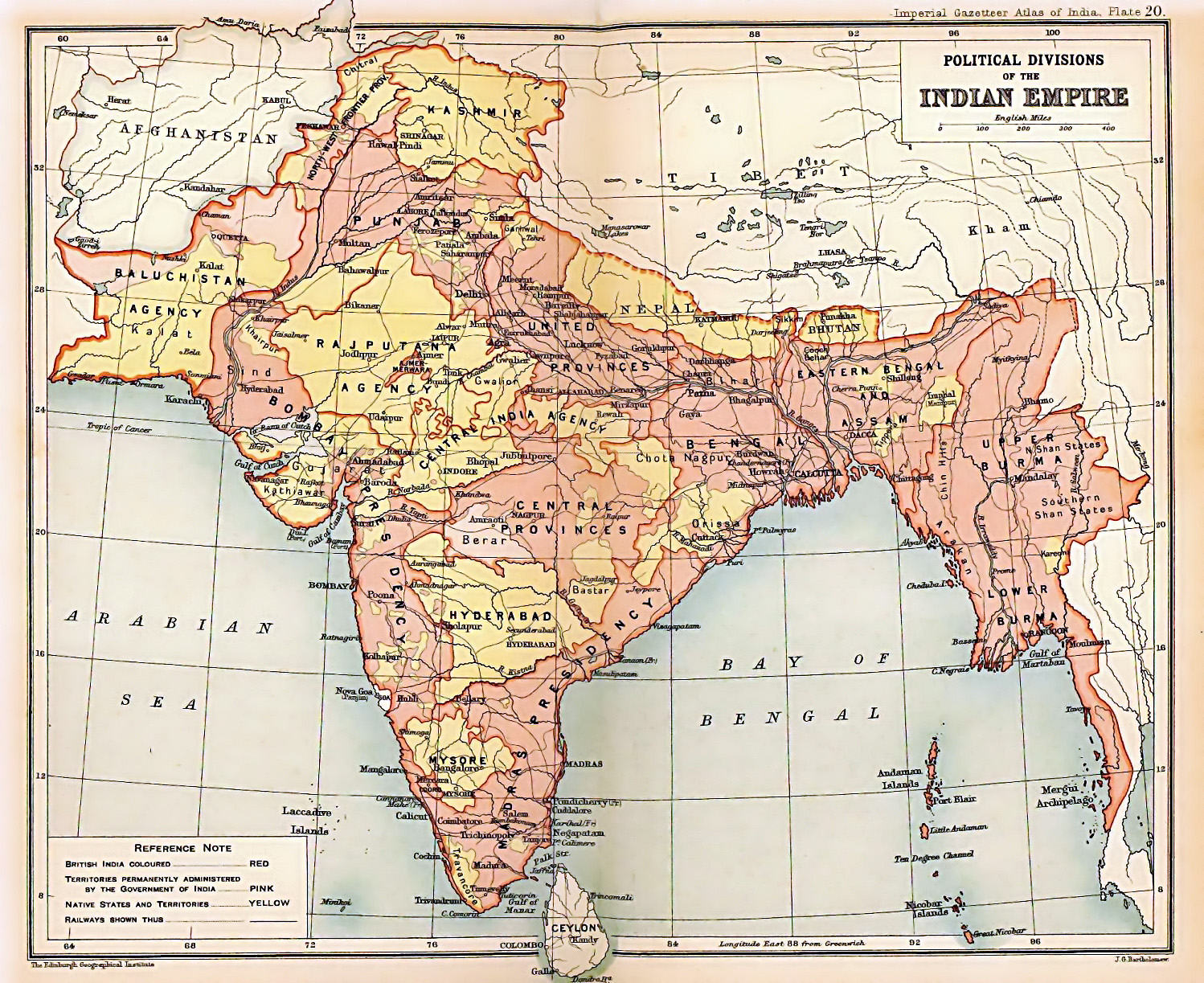
Gravura da Índia Britânica de uma edição de 1909 da The Imperial Gazetteer of India. As áreas diretamente governadas pelos britânicos estão sombreadas em rosa; os principados sob suserania britânica estão em amarelo.

Movimento de independência da Índia é um termo que abrange uma ampla gama de áreas, organizações políticas, filosofias e movimentos sociais que tinham o objetivo comum e declarado de acabar com o domínio da Companhia Britânica das Índias Orientais e, posteriormente, da autoridade imperial britânica, em partes do sul da Ásia. O movimento criou várias campanhas nacionais e regionais, agitações e esforços, alguns não violentos.
Durante o início do século XIX, Rammohan Roy introduziu a educação moderna na Índia. Swami Vivekananda foi o principal arquiteto que projetou a profundamente rica cultura indiana para o ocidente no final do século XIX. Muitos dos líderes políticos do país dos séculos XIX e XX, incluindo Mohandas K. Gandhi e Netaji Subhas Chandra Bose, foram influenciados pelos ensinamentos de Swami Vivekananda. Para Netaji Subhas Chandra Bose, um grande defensor da luta armada pela independência da Índia, Swami Vivekananda foi "o criador da Índia moderna"; para Mohandas Gandhi, a influência de Swami Vivekananda aumentou o seu "amor por seu país por mil." Seus escritos inspiraram toda uma geração de lutadores da liberdade indiana. Muitos anos depois da morte de Swami Vivekananda, Rabindranath Tagore disse ao francês Romain Rolland, ganhador do Prêmio Nobel: "Se você quer conhecer a Índia, estude Vivekananda. Nele tudo é positivo e nada é negativo."
Os primeiros movimentos militantes foram organizados em Bengala, mas depois passaram ao palco político, sob a forma de um movimento dominante no então recém-formado Partido do Congresso Nacional Indiano (INC). Na primeira parte do século XX, uma abordagem mais radical para a independência política proposta por líderes como o Lal, Bal, Pal, Sri Aurobindo e V. O. Chidambaram Pillai.

Jawaharlal Nehru (esquerda) se tornou o primeiro primeiro-ministro da Índia, em 1947. Mahatma Gandhi (direita) liderou o movimento pela independência.

As últimas etapas da luta pela liberdade ocorreram a partir da década de 1920, como quando o Congresso adotou a política de não violência e de resistência civil, Muhammad Ali Jinnah lutava pelos direitos das minorias na indianas e várias outras campanhas de Mohandas Karamchand Gandhi. Figuras lendárias como Subhas Chandra Bose e Bhagat Singh vieram a adotar o método político de revolução para o movimento de libertação. Poetas como Rabindranath Tagore e Kazi Nazrul Islam usaram a literatura, a poesia e a fala como uma ferramenta para ampliar a consciência política da população. O período da Segunda Guerra Mundial foi marcado pelo auge das campanhas de movimentos políticos e sociais como o Quit India (liderado por "Mahatma" Gandhi) e do Exército Nacional Indiano (INA), liderado por Netaji Subhas Chandra Bose, o que resultou na retirada dos britânicos do país.
O trabalho desses diversos movimentos levaram finalmente à Lei de Independência da Índia de 1947, que criou os domínios independentes da Índia e do Paquistão. A Índia permaneceu como um domínio da coroa britânica até 26 de janeiro de 1950, quando a Constituição da Índia entrou em vigor, estabelecendo a República da Índia; o Paquistão permaneceu como um domínio até 1956.
O movimento de independência da Índia foi um movimento de massas, que englobava vários segmentos da sociedade do país. Ele também sofreu um processo constante de evolução ideológica. Embora a ideologia básica do movimento era o anticolonialismo, que era apoiado por uma visão de desenvolvimento econômico capitalista independente, aliado a uma estrutura política secular, democrática, republicana e com liberdades civis. Após a década de 1930, o movimento assumiu uma forte orientação socialista, devido à crescente influência de elementos de esquerda no INC, além do surgimento e do crescimento do Partido Comunista da Índia. A Liga Muçulmana foi formada em 1906 para proteger os direitos dos muçulmanos do subcontinente indiano contra o INC e apresentar uma voz muçulmana para o governo britânico.